# Cantón de Val-de-Meuse
El cantón de Val-de-Meuse era una división administrativa francesa, que estaba situada en el departamento de Alto Marne y la región de Champaña-Ardenas.

## Composición
El cantón estaba formado por siete comunas:
- Avrecourt
- Chauffourt
- Dammartin-sur-Meuse
- Lavilleneuve
- Sarrey
- Saulxures
- Val-de-Meuse

## Supresión del cantón de Val-de-Meuse
En aplicación del Decreto n.º 2014-163 de 17 de febrero de 2014, el cantón de Val-de-Meuse fue suprimido el 22 de marzo de 2015 y sus 7 comunas pasaron a formar parte del nuevo cantón de Bourbonne-les-Bains.